# کیریو، گونما
کیریو در استان گونما در کشور ژاپن واقع شده‌است  که دارای جمعیت ۱۲۴٬۸۹۲ نفر و مساحت ۲۷۴٫۵۷ کیلومتر مربع با تراکم جمعیت ۴۵۵  نفر در کیلومترمربع است و در تاریخ ۱ مارس ۱۹۲۱ به عنوان شهر شناخته شد.